# Sreepur Upazila, Magura
Sreepur är ett underdistrikt i Bangladesh. Det ligger i den centrala delen av landet, 100 km väster om huvudstaden Dhaka.
Trakten runt Sreepur består till största delen av jordbruksmark. Runt Sreepur är det mycket tätbefolkat, med 1 018 invånare per kvadratkilometer.